# عبد الكريم حسين جوليد
عبد الكريم حسين جوليد (بالصومالية: Cabdikariim Xuseen Guuleed)‏ سياسي صومالي الرئيس الرابع لولاية غلمدغ الصومالية 

## خلفية تاريخية
ولد جوليد عام 1966 في مدين بلدوين بمحافظة هيران وسط الصومال  لأبوين ينحدران من ولاية غلمدغ الصومالية . وعمل مدرسا في بداية حياته. 

### التعليم
حصل جوليد على البكالوريوس من قسم الإدارة في جامعة العلوم والتكنولوجيا في اليمن 

### الحياة المهنية
شغل منصب وزير الداخلية والأمن القومي في حكومة الصومال الاتحادية في عهد رئيس الوزراء عبدي فارح شردون، في الفترة ما بين 4 نوفمبر 2012 و17 يناير 2014، ثم منصب وزارة الأمن القومي التي أنشئت في حكومة عبد الولي شيخ أحمد.
في 24 مايو 2014 استقال جوليد من منصب وزير الأمن القومي بعد هجوم شنته حركة الشباب الإرهابية على مبنى البرلمان في مقديشو، ووافق رئيس الوزراء عبد الولي شيخ أحمد على خطاب استقالة جوليد.  وعين خليف أحمد إيرغ خلفا له في الوزارة في 9 يوليو 2014.

## رئاسة ولايةغلمدغ

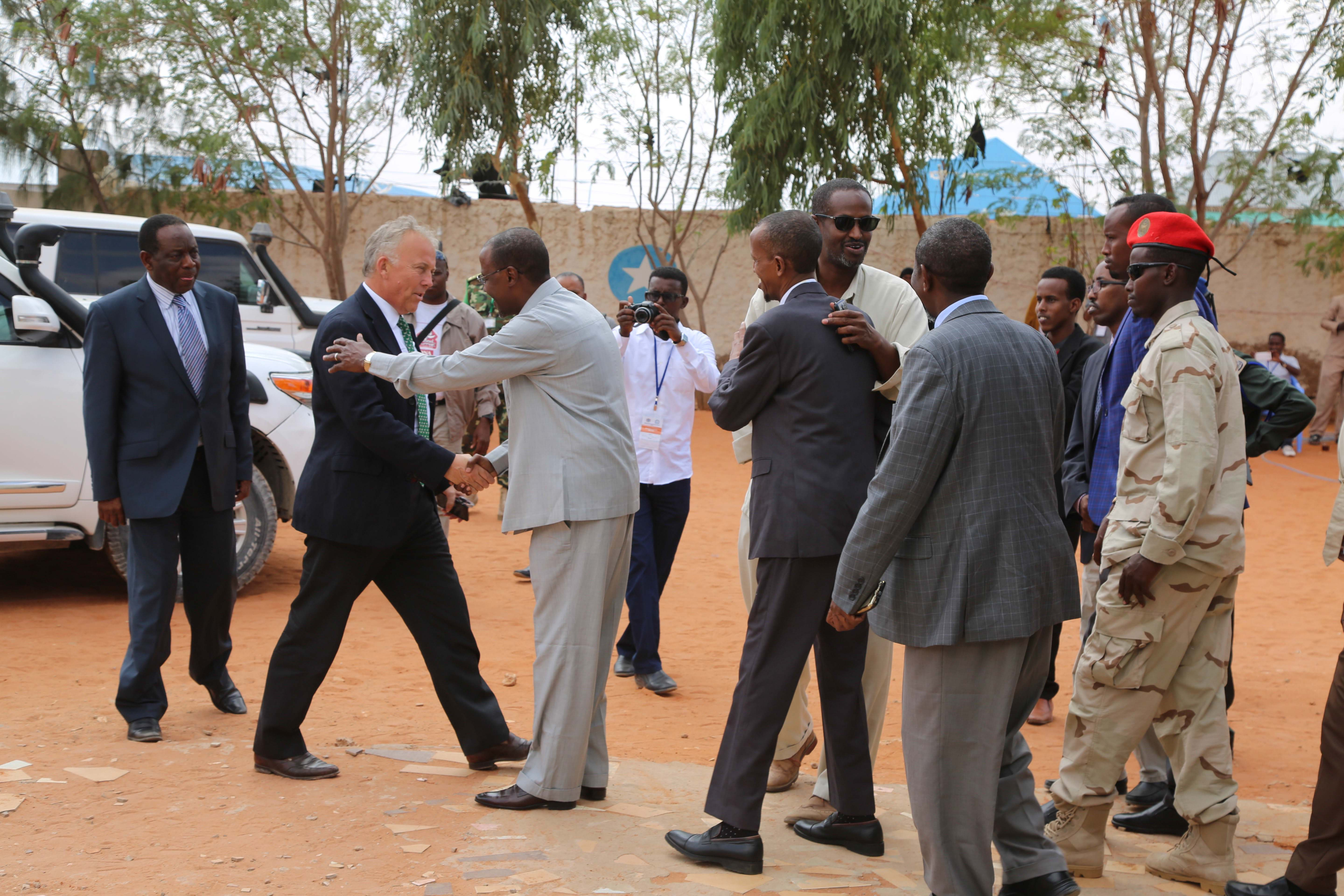
رئيس ولاية غلمدغ عبد الكريم جوليد يستقبل ممثل الأمين العام للأمم المتحدة مايكل كيتينغ وممثل رئيس الاتحاد الإفريقي فرانسيسكو كايتانو

خاض جوليد في 4 يوليو 2015 سباقا رئاسيا للفوز برئاسة ولاية غلمدغ بوسط الصومال وحصل على 49 صوتا من أعضاء مجلس النواب مقابل 40 لمنافسه أحمد معلم فقي. 

#### اتفاقية سلام
في 2 ديسمبر 2015 وقع رئيس ولاية غلمدغ عبد الكريم حسين جوليد اتفاقية جالكعيو مع رئيس ولاية بونتلاند عبد الولي محمد علي غاس، وتنص الاتفاقية على وقف إطلاق النار بين قوات الولايتين بعد اشتباكات دارت بينهما، وعلى الرغم من اتفاق وقف إطلاق النار إلا أن الصراع استمر بعدها بفترة في مدينة جالكعيو. 
حجب الثقة
في 10 يناير 2017 أعلن مجلس النواب في ولاية غلمدغ حجب الثقة عن رئيس الولاية عبد الكريم حسين جوليد في قرار صوت له 54 نائبا في المجلس، إلا أن جوليد رفض القرار واصفا إياه بأنه غير قانوني
في 26 فبراير 2017 أعلن جوليد استقالته من منصب رئيس ولاية غلمدغ لأسباب صحية

## الترشح لرئاسة الصومال
أعلن جوليد ترشحه للانتخابات الرئاسية الصومالية 2022، إلا أنه أعلن انسحابه لاحقا لصالح زعيم حزب ودجير عبد الرحمن عبدالشكور ورسمي

## المبعوث الخاص لشؤون إدارة أرض الصومال
في 1 أبريل 2023 عينه الرئيس الصومالي حسن شيخ محمود مبعوثا خاصا لشؤون إدارة أرض الصومال الانفصالية، لإيجاد حلول للمسائل العالقة.